# Jerzy Piątkowski (działacz)
Jerzy Witold Piątkowski (ur. 5 stycznia 1931, zm. 4 lutego 2020) – polski działacz studencki związany ze Zrzeszeniem Studentów Polskich.

## Życiorys
Był działaczem ZSP od 6 stycznia 1966 do 12 lutego 1969 piastując funkcję przewodniczącego Rady Naczelnej Zrzeszenia Studentów Polskich. Na stanowisku zastąpił go Stanisław Ciosek. Na czas, kiedy Piątkowski kierował ZSP przypadły między innymi masowe strajki studenckie w trakcie tzw. wydarzeń marcowych. Był pracownikiem Ministerstwa Kultury i Sztuki oraz Ministerstwa Spraw Zagranicznych pracując między innymi jako dyplomata w ambasadach w Moskwie, Paryżu i Budapeszcie.

## Wybrane odznaczenia
- Krzyż Oficerski Orderu Odrodzenia Polski[1],
- Krzyż Kawalerski Orderu Odrodzenia Polski[1],
- Srebrny Krzyż Zasługi[1]
- Złota odznaka Związku Nauczycielstwa Polskiego (1966)[5]
- Złote odznaczenie im. Janka Krasickiego (1969)[6]
- Złota odznaka Kół Młodzieży Wojskowej (1966)[7]